# Naprzód marsz, już czas!
Naprzód marsz, już czas! (ros. Вперёд, время!, Wpieriod, wriemia!) – radziecki krótkometrażowy film animowany z 1977 roku w reżyserii Władimira Tarasowa powstały na motywach wierszy Władimira Majakowskiego.
Film wchodzi w skład serii płyt DVD Animowana propaganda radziecka (cz. 4: Naprzód ku świetlanej przyszłości).

## Opis
Film jest interpretacją wierszy Władimira Majakowskiego, w których pojawia się myśl zniszczenia starego ładu na rzecz stworzenia nowej, obiecującej przyszłości.

## Animatorzy
Aleksandr Dawydow, Aleksandr Mazajew, Aleksiej Bukin, Jurij Kuziurin, Tatjana Fadiejewa

## Nagrody
- Nagroda FIPRESCI na XXI Międzynarodowym Festiwalu Filmów Dokumentalnych i Animowanych w Lipsku[4]